# Purna
Purna is een nagar panchayat (plaats) in het district Parbhani van de Indiase staat Maharashtra. 

## Demografie
Volgens de Indiase volkstelling van 2001 wonen er 33.231 mensen in Purna, waarvan 51% mannelijk en 49% vrouwelijk is. De plaats heeft een alfabetiseringsgraad van 68%. 